# Cuộc đời của Yến
Cuộc đời của Yến là bộ phim điện ảnh Việt Nam phát hành năm 2016 do Đinh Tuấn Vũ đạo diễn, dựa trên kịch bản “Vàng – Đá” của biên kịch Hồ Hải Quỳnh. Bộ phim do Hãng phim truyện Việt Nam sản xuất theo đơn đặt hàng của nhà nước. Với các diễn viên Đỗ Thúy Hằng, Hoàng Lâm Tùng, Nguyễn Kim Anh, Lê Minh Hương, Phạm Thu Vân.

## Nội dung
Bộ phim bắt đầu với bối cảnh thập niên 1940, nhân vật Yến là nạn nhân của tục tảo hôn; 10 tuổi, Yến đã được gả cho Hạnh, con trai của một nhà Nho trong làng. Dù làm dâu trong nhà có học thức nhưng Yến không được dạy chữ mà phải học lỏm từ người chồng kém cô 1 tuổi.
Thời gian trôi qua, Yến và Hạnh có với nhau 3 mặt con, nhưng Hạnh lại bỏ đi nơi khác làm ăn để mặc Yến tự bươn trải. Cuối cùng, Yến đi tìm chồng thì biết anh ta đã có vợ khác như những gì xóm làng vẫn đồn đại.

## Diễn viên
- Đỗ Thúy Hằng vai Yến (trưởng thành)
- Hoàng Lâm Tùng vai Hạnh (trưởng thành)
- Nguyễn Kim Anh vai Yến (lúc nhỏ)
- Lê Minh Hương vai Lanh
- Phạm Thu Vân vai Vân
- Trần Tuấn Nghĩa vai Hạnh (thanh niên)
- Bùi Thủy Tiên vai Yến (thanh niên)
- Đặng Khánh Nam vai Hạnh (lúc nhỏ)
- Nguyễn Duy Khánh vai Tín (con trai thứ hai của Yến)
- Nguyễn Hoàng Vân Khánh vai Nghĩa (con gái út của Yến)
- Đào Hiền Thục Anh vai Oanh (chị gái của Yến, hồi nhỏ)
- Nguyễn Xuân Trường vai Ông đồ
- NSƯT An Chinh vai Bà đồ
- Lâm Visasy vai Hiếu
- Trần Việt Bắc vai Tính
- Trần Quang Lâm vai Chủ nhiệm Hợp tác xã
- Nguyễn Vũ Phúc vai Phúc
- Nguyễn Minh Hải vai Anh Điền
- Thân Thanh Giang vai Chị Điền
- Nguyễn Kiều Anh vai Loan
- Hoàng Xuân Huy vai Đại diện nhà trai
- Trịnh Xuân Thịnh vai Tốn
- Nguyễn Đức Quang vai Lý trưởng
- Hồ Sĩ Hoài vai Viên cai
- Trịnh Ngọc Anh vai Người đàn ông trong rừng
- Đỗ Thanh Xuân vai Xã viên 1
- Nguyễn Hồng Anh vai Xã viên 2

## Sản xuất
Đạo diễn Đinh Tuấn Vũ và nhà quay phim Vũ Quốc Tuấn từng cùng tham gia sản xuất bộ phim Nhà tiên tri của đạo diễn Vương Đức, qua bộ phim này Đinh Tuấn Vũ đã có dự định mời Vũ Quốc Tuấn đảm nhận phần hình ảnh chó Cuộc đời của Yến. Kịch bản của bộ phim có tên Vàng - Đá do Hồ Hải Quỳnh viết dựa theo cuộc đời của bà nội cô.
Cuộc đời của Yến là bộ phim điện ảnh cuối cùng của Hãng phim truyện Việt Nam trước khi chuyển đổi thành công ty cổ phần, tính đến năm 2023, hãng vẫn chưa sản xuất thêm bộ phim điện ảnh nào khác.

### Âm nhạc
Các ca khúc trong phim do Lê Cát Trọng Lý đảm nhận với hai ca khúc do cô sáng tác là Tám chữ Có và Đi qua bóng đêm. Các ca khúc trong phim do nhân vật Yến thể hiện, phần nhạc đệm do dàn nhạc 30 người, phối hợp nhạc cụ phương Tây và nhạc cụ dân tộc hòa âm.

## Phát hành
Cuộc đời của Yến được chọn chiếu khai mạc tuần phim ở Hà Nội để chào mừng Liên hoan phim Việt Nam lần thứ 19 tổ chức tại Thành phố Hồ Chí Minh. Bộ phim cũng được chiếu miễn phí cho khán giả trong thời gian diễn ra Liên hoan phim. Sau đó, bộ phim được công chiếu trên các rạp từ ngày 8 tháng 1 năm 2016.
Tháng 5 năm 2016, Cuộc đời của Yến cùng với phim Tôi thấy hoa vàng trên cỏ xanh, Quyên, và Đảo của dân ngụ cư được đưa đi tham dự Tuần lễ phim Việt tại Tây Ban Nha.
Tháng 10 năm 2017, bộ phim được trình chiếu tại sự kiện "Những ngày Phim Việt Nam tại Liên bang Nga”.

## Đón nhận
Bộ phim Cuộc đời của Yến được chọn làm đại diện cho điện ảnh Việt Nam tham dự Liên hoan phim ASEAN lần thứ V diễn ra tại Cộng hòa Séc vào tháng 9 năm 2015. Năm bộ phim từ các nước ASEAN tham gia liên hoan phim lần này được xem là những tác phẩm điện ảnh tiêu biểu, phản ánh một cách chân thực và sinh động về đất nước và con người của mỗi quốc gia thành viên ASEAN.

### Đánh giá
Đạo diễn Phi Tiến Sơn: Cuộc đời của Yến được làm theo cách quá cũ, việc xây dựng hình tượng người phụ nữ Việt Nam nhẫn nhịn, chịu đựng kiểu như Yến không còn hợp với thời đại ngày nay.
Báo Tin tức - Thông tấn xã Việt Nam: Bộ phim thể hiện sự hy sinh âm thầm và sức mạnh vươn lên trong mọi nghịch cảnh của người phụ nữ Việt Nam truyền thống, nhưng sâu thẳm trong tâm hồn họ vẫn luôn có những nỗi đau giấu kín và niềm khao khát cháy bỏng được yêu thương. Bộ phim cũng có rất nhiều cảnh quay đẹp, nên thơ, vô cùng thân thuộc của làng quê miền Bắc thời kỳ đó. Riêng phần âm nhạc của Lê Cát Trọng Lý cũng là một điểm nhấn cực kỳ thú vị...
Báo Thanh Niên: Đạo diễn Đinh Tuấn Vũ trau chuốt cho từng chi tiết trong phim, không nhiều lời mà chỉ bằng ngôn ngữ điện ảnh kết hợp với nghệ thuật sử dụng ánh sáng trên mỗi khung hình. Bên cạnh đó cũng phải kể đến phần diễn xuất của nữ diễn viên Thúy Hằng trong vai Yến, cô đã thể hiện xuất sắc những cung bậc cảm xúc mà Yến phải trải qua, một tâm trạng luôn giằng xé, khốn khó và buồn tủi nhưng vẫn vươn lên mãnh liệt. Giọng ca thiên thần của  Lê Cát Trọng Lý đã mang lại chất thơ cho phim.
VTC7 - TodayTV: Tuy nhiên, cũng giống như Và anh sẽ trở lại - bộ phim trước của Đinh Tuấn Vũ, Cuộc đời của Yến còn mắc phải khuyết điểm chuyển cảnh chưa hợp lý và thiếu nhuần nhuyễn. Mạch phim ở đoạn giữa bỗng đột ngột tập trung hoàn toàn cho “ông giáo” Hạnh, khiến người xem cảm thấy có phần mất phương hướng về câu chuyện. Diễn xuất và thời lượng dành cho các giai đoạn tuổi chưa thực sự cân bằng, khiến phân đoạn thời thiếu niên yếu hơn hẳn so với hai giai đoạn còn lại. Cách giải quyết khúc mắc mà Đinh Tuấn Vũ lựa chọn cũng hơi đơn giản và diễn ra chóng vánh, khiến cuộc ngoại tình giữa “ông giáo” Hạnh và nhân vật Lanh không có được sức nặng để đối trọng với những gì cô Yến phải trải qua.

### Doanh thu
Bộ phim không được tiết lộ kinh phí sản xuất, tính đến hết năm 2016, Cuộc đời của Yến thu về được 13 tỉ VNĐ.

### Giải thưởng
Tháng 7 năm 2016, tại Liên hoan phim quốc tế Công chiếu lần đầu - Philippines 2016 (World Premieres Film Festival of Philippines 2016), Cuộc đời của Yến vượt qua bốn đề cử đến từ Pháp, Tây Ban Nha, Malaysia, Philippines để giành chiến thắng hạng mục Phim hay nhất.
| Năm  | Sự kiện                                                           | Giải thưởng                 | Nhận giải       | Chú thích            |
| ---- | ----------------------------------------------------------------- | --------------------------- | --------------- | -------------------- |
| 2015 | Liên hoan phim Việt Nam lần thứ 19                                | Bông sen Bạc                | (Bộ phim)       | [ 19 ]               |
| 2015 | Liên hoan phim Việt Nam lần thứ 19                                | Nữ diễn viên chính xuất sắc | Đỗ Thúy Hằng    | [ 19 ]               |
| 2015 | Liên hoan phim Việt Nam lần thứ 19                                | Âm nhạc xuất sắc            | Lê Cát Trọng Lý | [ 19 ]               |
| 2015 | Liên hoan phim Việt Nam lần thứ 19                                | Quay phim xuất sắc          | Vũ Quốc Tuấn    | [ 19 ]               |
| 2015 | Liên hoan phim Việt Nam lần thứ 19                                | Thiết kế mỹ thuật xuất sắc  | Nguyễn Dân Nam  | [ 19 ]               |
| 2016 | Giải Cánh diều 2015                                               | Đạo diễn xuất sắc           | Đinh Tuấn Vũ    | [ 20 ]               |
| 2016 | Giải Cánh diều 2015                                               | Âm nhạc xuất sắc            | Lê Cát Trọng Lý | [ 20 ]               |
| 2016 | Giải Cánh diều 2015                                               | Cánh diều Bạc               | (Bộ phim)       | [ 20 ]               |
| 2016 | Liên hoan Phim quốc tế Công chiếu lần đầu ( Philippines) kỳ thứ 9 | Phim hay nhất               | (Bộ phim)       | [ 21 ] [ 17 ] [ 18 ] |
| 2016 | Liên hoan Phim quốc tế Công chiếu lần đầu ( Philippines) kỳ thứ 9 | Quay phim xuất sắc          | Vũ Quốc Tuấn    | [ 22 ]               |